# 出水站
出水站（日语：〔〕／〔〕 Izumi eki */?）是九州旅客鐵道（JR九州）和肥薩橙鐵道的鐵路車站，位於日本鹿兒島縣出水市上鯖淵。

## 車站構造

### JR九州
JR九州站區為一高架車站，月台採對向式月台2面2線配置。基於安全考慮，月台安裝了月台閘門。

#### 月台配置
| 月台 | 路線       | 方向 | 目的地           |
| ---- | ---------- | ---- | ---------------- |
| 11   | 九州新幹線 | 上行 | 博多、新大阪方向 |
| 12   | 九州新幹線 | 下行 | 鹿兒島中央方向   |

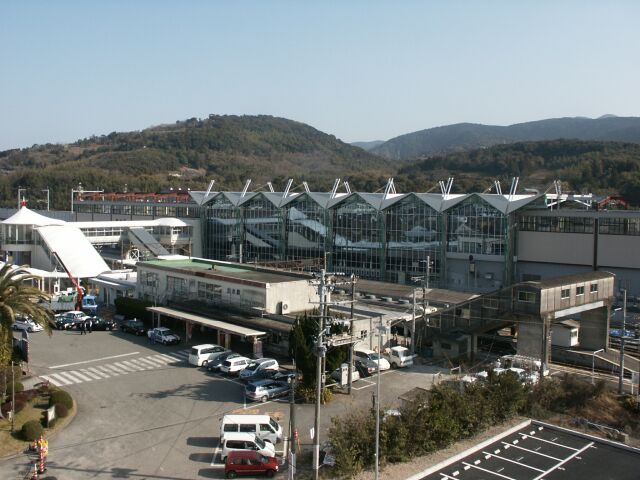
西口遠景(2004年3月)
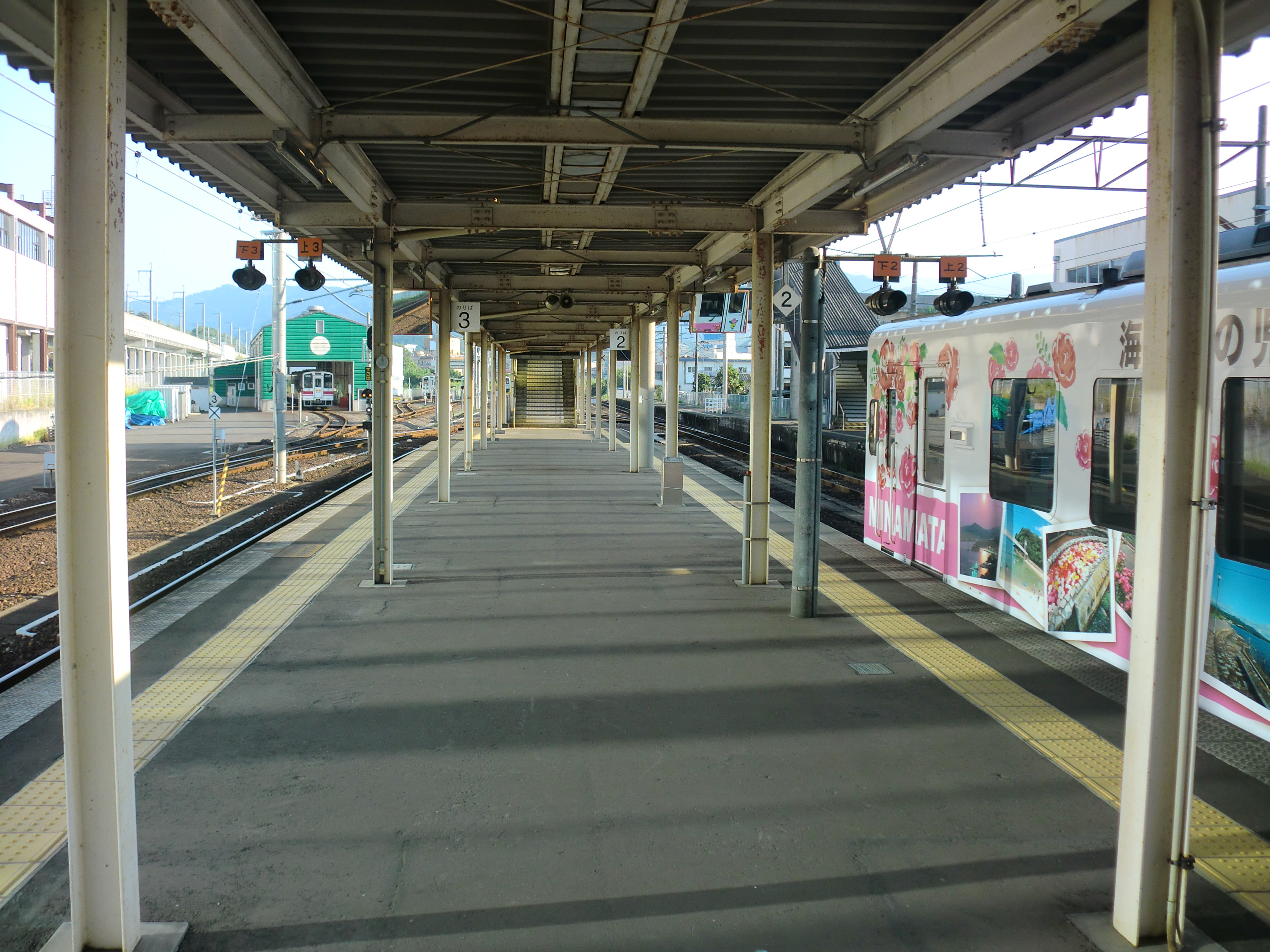
2號與3號月台(2012年10月)

### 肥薩橙鐵道
肥薩橙鐵道的站區是一地面車站，月台為2面3線配置，分別是一座側式月台及一座島式月台。通往月台的跨線橋與部分JR九州站區剪票口連接，故換乘時無須離開車站。站房方面，肥薩橙鐵道開業時是使用新幹線通車前的舊站房，但現在已在舊站房隔鄰興建新站房，而舊站房則給車站便當經營者使用。
此外，本站是肥薩橙鐵道的檢車段所在站－往川內方向的本線和新幹線高架橋之間設有車庫、檢修設備、列車清洗及停泊線、入油線及運行控制中心等重要設施。

#### 月台配置
| 月台    | 路線          | 方向 | 目的地           |
| ------- | ------------- | ---- | ---------------- |
| 1、2、3 | ■肥薩橙鐵道線 | 上行 | 水俁、八代方向   |
| 1、2、3 | ■肥薩橙鐵道線 | 下行 | 阿久根、川內方向 |

## 使用情況
本站是JR九州時代的特急列車「燕」（つばめ）的停車站之一，但使用旅客數量並不多。

## 歷史
- 1923年（大正12年）10月15日：鐵道院（其後的日本國有鐵道）開設本站。
- 1927年（昭和2年）10月17日：八代－出水－川內的海岸線全通，被編入鹿兒島本線。
- 1987年（昭和62年）4月1日：國鐵分割民營化，本站由九州旅客鐵道接手經營。
- 2004年（平成16年）3月13日：九州新幹線開業。鹿兒島本線八代－川內段交由第三部門－肥薩橙鐵道經營。新建站房入選日本鐵道建築協會獎。

## 相鄰車站
九州旅客鐵道
九州新幹線
新水俁－出水－川內
肥薩橙鐵道
■ 肥薩橙鐵道線
■觀光列車「橙食堂」停車站（只限周五、六、日、假期運行）
■快速「超級橙」（只限周末、假期運行）
水俁（13）－出水（OR16）→西出水（OR17）
■快速「Ocean Liner薩摩」（只限周末、假期運行）
出水（OR16）－西出水（OR17）
■普通
米之津（OR15）－出水（OR16）－西出水（OR17）

## 外部連結
- JR九州－出水站（页面存档备份，存于）（日語）
- 肥薩橙鐵道－出水站（日語）

32°6′22″N 130°21′30″E / 32.10611°N 130.35833°E